# Dokumentacja geodezyjno-kartograficzna
Dokumentacja geodezyjno-kartograficzna to rodzaj dokumentacji nieaktowej spotykanej w archiwach. Dokumentacja geodezyjna powstaje w wyniku prac geodezyjnych polegających na projektowaniu i wykonywaniu pomiarów geodezyjnych przy wykorzystaniu różnych technik. Dokumentacja kartograficzna natomiast jest ściśle związana z dokumentacją geodezyjną, powstaje jednak podczas opracowania map i ich pochodnych. Generalizując możemy powiedzieć, że dokumentacja geodezyjno-kartograficzna, to rodzaj dokumentacji, który za pomocą znaków umownych pozwala odtworzyć obszar, które został pomniejszony przy użyciu skali i w oparciu o określone reguły matematyczne zapisany w formie płaskiej.
Internetowy słownik archiwalny definiuje dokumentację geodezyjno-kartograficzną jako: „zbiór map oraz materiałów fotogrametrycznych, teledetecyjnych, rejestrów, wykazów, katalogów danych geodezyjnych i innych opracowań powstałych w wyniku wykonania prac geodezyjnych i kartograficznych”. Dokumentacja ta najczęściej występuje w postaci luźnych map lub znajduje się w teczkach aktowych związanych z zagospodarowaniem przestrzennym, urbanistyką, komunikacją itp. Mapy tworzyć mogą samodzielne zbiory archiwalne lub stanowić część zespołów, dopełniając informacje płynące z dokumentacji aktowej.
Nadzór nad powstawaniem dokumentacji geodezyjno-kartograficznej należy do:
- Głównego Geodety Kraju na poziomie centralnym
- marszałków województw na poziomie województwa
- starostów na poziomie powiatu.

Typologia dokumentacji geodezyjno-kartograficznej ze względu na cel powstania:
- urządzeniowo-rolna (dzieli się na dok. ewidencji gruntów, przewłaszczania i scalania)
- urządzania lasu
- uzbrojenia terenu (przewody, rury itp.)
- planowania przestrzennego (zagospodarowanie terenów miejskich)
- obsługi geodezyjnej inwestycji (powstaje w biurach projektów budownictwa miejskiego)
- geodezyjnej inwentaryzacji zabudowy
- górnicza
- geodezyjno-kolejowa
- geodezyjna państwowej służby geodezyjnej i kartograficznej